# صرصرانية
الصَّرْصَرانِيَّة (الاسم العلمي: Blattabacterium)، جنس من الجراثيم التعايش الداخلي التبادلية التي يُعتقد أنها تسكن جميع أنواع الصراصير التي تمت دراستها حتى الآن، باستثناء جنس محب الليل. أدى وجود الجنس في النمل الأبيض البدائي الدارويني Mastotermes darwiniensis إلى تكهنات، تم تأكيدها لاحقًا، بأن النمل الأبيض والصراصير مرتبطان تطوريًا.